# Кім Донгні

Кім Донні (кор. 김동리, при народженні 김시종; 21 грудня 1913 р. — 17 червня 1995 р.) — корейський романіст і поет. Разом з Хван Сунвоном (황순원) він є репрезентативним письменником корейських сучасних романів. 
Він є видатною літературною людиною, що очолила корейську літературну групу. Критики оцінюють письменника, як хрещеного батька корейської літератури. Він писав твори, що з’єднували рамки гуманізму з етнічною літературою, які захищали унікальні цінності корінних народів Кореї.

## Життя
Кім Донні (нар. Кім Шічжон/ 김시종) народився 21 грудня 1913 року в Кьонджу, як третій син та наймолодший з п’яти дітей свого батька Кім Імсу/김임수 та матері Хо Імсун/ 허임순. Як його справжнє ім’я Кім Шічжон та псевдонім Донні обрав для нього його старший брат Кім Бомбу/김범부
Кім Донні навчався лише у християнських школах, адже його мати була християнкою. Спочатку він відвідував школу, яка належала Першій церкві у Кьонджу, в Кьоннамі. Потій навчався в середній школі Кьонсун в Тегу та середній школі Кьоншин в Сеулі.
Однак його академічне життя закінчилось в 1929 році, коли він кинув середню школу Кьоншин у віці 17 років, та присвятив своє життя читанню та вивченню літератури. Митець прочитав величезну кількість книг та праць, які були різних жанрів та напрямків. Це були філософські праці, світова та народна література, східна класика та історичні роботи багатьох письменників. 
Його старший брат був вченим китайської класики та філософом. Саме тому є відомості, що саме Кім Бомбу сильно вплинув на його майбутнє та переспективи у літературній діяльності. 
Сім’я Кім Донні була бідною, тому голод спідкав їх постійно. Це було однією з причин того, з яких він покинув навчання. Донні розпочав свою літературну кар’єру, опублікувавши кілька віршів у різних газетах, коли йому було лише шістнадцять років, і швидко зробив собі ім’я в літературному світі та набрав популярність своїми оповіданнями. 
Кім Донні працював професором у Коледжі мистецтв Сораболь, а потім президентом Коледжу мистецтв Університету Чун Ан, а також був президентом великих літературних організацій, таких як Асоціація корейських письменників, Корейська академія мистецтв, Асоціація корейських прозаїків та Асоціація корейсько-японського культурного обміну.
Кім отримав численні нагороди та визнання протягом своєї кар’єри, а також був активним у ряді організацій, включаючи Асоціацію корейських письменників. 
У 1990 році 30 липня митець переніс інсульт, у наслідок чого 17 червня 1995 року у своєму будинку в Чоннам-до, Каннам-гу, Сеул. Митець помер від гіпертонії, на той момент йому був 81 рік. Він був похований зі своєю першою дружиною Кім Вольке.

## Сім'я та діти
Друга дружина Сон Сохі( 손소희) народилася в місті Еранг Мьон, провінція Хамхук у 1917 році, закінчила школу для дівчат "Янгсанг" у Хамхуні, навчалася в Університеті Ніхон в Японії у 1937 році, але покинула навчання через призов до армії. 
У 1934 році вона розпочала свою письменницьку кар'єру, працюючи репортером у газеті "Мансон Ільбо" протягом чотирьох років. У 1949 році вона заснувала щомісячний журнал "Хесонг" разом із Чон Сукхі( 전숙희) та Чо Кюнхі(조경희), а також очолила тижневик, була президентом Корейської жіночої літературної асоціації та віце-головою штаб-квартири Пен-клубу в Кореї, перш ніж померла у 1987 році. Вона залишила після себе збірки творів "Ірагі" (이라기) та "Перетворення"(화심), а також оповідання "Південний вітер"(남풍), "Долина сонця"(태양의 계곡) та "Сезонний вітер"(계절풍).
Кім Донгні, який побудував своє літературне життя на чистій літературі та неогуманістичній літературній думці, помер 17 червня 1995 року у своєму будинку в Чондам-дон, Сеул, і був похований на родинному кладовищі Опорі в Кванджу-ґуні, Кьонґі-до. Кім Донгні залишив після себе п'ятьох синів та одну доньку. 
Його старший син, Чжехон/재홍 (69 років,закінчив університет Йонсе), був журналістом газети Чонг Ан Ільбо та дитячим письменником. 
Другий син, Пьонгу/평우 (66 років, закінчив юридичний факультет Сеульського національного університету), сім років працював адвокатом і був президентом Корейської асоціації адвокатів.
Його третій син, Янву/양우 (65 років, закінчив Університет Кьонхі), був керівником компанії Dongbu Group.
його четвертий син, Чіхонг/치홍 (63 роки, закінчив юридичний факультет Корейського університету), склав іспит на дипломатичну службу і працював дипломатом.
І його п'ятий син, Кіхонг/기홍 (покійний, закінчив Університет закордонних справ Ханкук), був керівником вищої ланки в Samsung Motor Company. 
Дочка Кім Донгні, Бокшіль/복실 (56 років, закінчила Університет Чун-Анг), працювала вчителькою в середній школі для дівчат Гьєвон.
"Мій батько рідко виїжджав за кордон за життя, кажучи, що скрізь є гори і вода, тож що ще можна побачити? Літературна премія Кім Донгні присуджувалася 13 разів, є також літературна премія Сон Сохі. Літературна діяльність моєї матері була затьмарена батьком за його життя. Мій батько вивчав ідеї, які об'єднали Північну і Південну Корею після возз'єднання... Буде нелегко належним чином вшанувати їх пам'ять, але ми маємо прагнути до цього з гордістю." (цитата другий сина Пхьонгу).

## Творча діяльність
Кім Донгні офіційно дебютував як поет у 1934 році з публікацією поеми «Біла чапля» (백로), яка була обрана для новорічної літератури в Чосон Ільбо, а в 1935 році новела «Нащадки квіткової галереї»(화랑의 후예) було обрано на літературну премію «Шинчун» газети Чосон Чжунган Ільбо, це буй вого творчий початок у романістиці. Згодом, у 1936 році, його оповідання «Гірський вогонь» (산화) знову було відібрано на літературну премію «Шинчун» в газеті Донга Ільбо.
Після цього він почав серйозно займатися творчістю, публікуючи одне оповідання за іншим, такі як "Шаман"(무녀도)(1936) та "Скеля"(바위) (1936), і став одним з найвидатніших письменників нового покоління наприкінці 1930-х років.
До того ж, Кім Донгні потоваришував з колишнім учнем свого старшого брата Со Чончжу, і разом вони започаткували традицію чистої літератури в історії корейської літератури. Це також залишило свій слід у творчості митця.
Зокрема, він став прапороносцем нової генерації літератури наприкінці 1930-х років, беручи участь у так званих дебатах поколінь з літературою старої генерації, представленої Ю Джином о/,유진오 і створив власний літературний світ, утворивши "Клан поетів" (1937) разом із Со Чончжу.
Пізніше, на тлі протистояння та плутанини між лівими та правими у визвольному просторі, він створив праву Корейську асоціацію молодих письменників на противагу лівій літературній організації "Літературний альянс", і став її першим президентом у 1946 році.
У 1947-1948 роках він знову долучився до дебатів про чисту літературу, опублікувавши низку рецензій після виходу статті "Істинне значення чистої літератури" (14 вересня 1946 року).
У "Справжніх намірах чистої літератури" він стверджує, що "чиста література або автентична література" - це всесвітньо-історичний головний намір сучасного літературного духу, який полягає у прагненні до нового і вищого третього світогляду шляхом відмови від вад капіталістичної системи та уніформізму світогляду матеріалістичної діалектики, і практикувати це у найбільш політичний спосіб".
Іншими словами, він стоїть на літературній позиції, яка заперечує соціальну участь та утилітаризму літератури. Тому у своїх репрезентативних творах - оповіданнях "Шлях шамана"(무녀도), "Запис жовтої землі"(황토기) ("Вирок"(문장), 1939), "Екзистенційний танець"(실존무)("Література і мистецтво"(문학과 예술), 1955) та великих романах "Хрест Шафана"(사반의 십자가) ("Сучасна література"(현대 문학), 1955-1957) і "Срібний вогонь"(을화) ("Літературна думка"(문학 사상), 1978) - письменник досліджує сутнісні проблеми людини, що виходять за рамки історії та дійсності.
Це дослідження основної сутності людини та життя. Таким чином, він проявив активну творчу діяльність у рамках літературної ідеології "автентична література = чиста література = етнічна література". Він є письменником, який започаткував і розширив традицію етнічної літератури в історії корейської художньої літератури, сформувавши місцеві та етнічні теми як "спостережливе дослідження життя".

### Характеристика творів
Роботи Кіма розглядають традиційні та рідні корейські теми з точки зору 20-го століття. Будучи правим письменником і прихильником «чистої літератури», Кім Донгні написав серію критичних есе, що виступають проти ідеологічної літератури, зокрема «Справжнє значення чистої літератури» і «Теорія національної літератури». 
Літературний світ Кіма Донгні, який характеризується сумішшю традиційного містицизму та гуманістичного реалізму, досліджував ідею долі та місця людини у всесвіті через духовний світ корейської традиції, який зіткнувся з іноземною культурою. Його ранні роботи, такі як «Портрет шамана»(무녀도) (1936),і «Легенда жовтої землі»(황토기), значною мірою спираються на елементи традиційного міфу, щоб дослідити зв’язки між шаманізм і конфуціанство, християнство і буддизм, фаталізм і натуралізм.
Після Корейської війни Кім Донгні, розширив свою тематику, включивши політичні зіткнення та викликані ними страждання людей під час Корейської війни. «Евакуація Хеннам», заснований на фактичній події відступу сил ООН з міста Хеннам під час війни, заглиблюється в конфлікт між демократією та комунізмом. 
«Танець існування»(실존무) розповідає історію кохання між північним корейцем і південною кореянкою, яка раптово закінчується, коли знову з’являється дружина чоловіка з Північної Кореї. У цих оповіданнях помітна спроба автора універсалізувати елементи корейської традиції та духовної ідентичності, перемістивши їх у сучасну реальність. 
«Хрест Шафана»(사반의 십자가), вигадана розповідь про чоловіка, розіп’ятого поруч з Ісусом, поєднує тему політичної боротьби з фаталістичним ставленням і критикою західної культури. Замість потойбічного і видаленого Бога, представленого в «Хресті Шафана», «Фігура Будди в натуральну величину» пропонує образ Бога, який приймає людські страждання.

## Нагороди
- Літературна премія Свободи (1955)
- Премія Корейської академії мистецтв (1958)
- Орден громадян Республіки Корея (1958)
- 3.1 Літературна премія, головна премія секції мистецтв (1967)
- Літературна премія Сеула (1970)
- Орден «За громадянські заслуги», медаль за твір «Півонія» (1970)
- 5.16 Народна літературна премія (1983)
- Вибір Korean Arts Council. Сяючий художник 20-го століття (1999)
- Нагороджений Премією свободи АСЕАН у галузі літератури
- Нагороджений Премією Ради мистецтв Кореї у галузі літератури
- Національна медаль пошани [14]
- Національний орден за заслуги

## Найвідоміші твори та збірки

### Твори
- Портрет шамана/무녀도 (1936)
- Лісова долина (1939)
- Диліжанс/역마 (1948)[15]
- Хрест Шафана/사반의 십자가 (1955)
- Будда/등신불 (1961)
- Звук сороки/까치소리(1966)[16]

### Збірки
- Література і людина/문학과 인간(1948)
- Глиняний посуд/황토기 (1949)
- Екзистенційний танець/실존무 (1955)
- Будда/등신불 (1963)[17]
- Як писати роман/소설작법 (у співавторстві, 1965)
- Скеля/바위 (1973)
- Валун/바위 (1973)
- Споглядання і життя/사색과 인생 (1973)
- Таємний вік/밀다원 시대 (1975)
- Самотність і життя/고독과 인생 (1977)
- Природа і життя/자연과 인생 (1977)
- Що таке література/문학이란 무엇인가 (1984)
- Вірші Кім Донгні"/김동리가 남긴시 (1988)

## Цитати про письменника

### Кім Чонсук, професор Кьоннамського університету
У 1979 році я познайомився з викладачем Кім Донгні як священиком в Університеті Чун-Анг і розвинув стосунки, які обрали "дослідження Кім Донгні" як дисертацію. Тому я зміг зустрітися з паном Кім Донгні кілька разів протягом свого життя. Як літературна людина, він без вагань відповідав на будь-які питання і дуже допомагав мені в моїх дослідженнях. Хоча він мав чітку думку, його особистість була м'якою, тому було багато людей, які слідували за ним. Коли його запитали: "Хіба вам не потрібно бути одержимим, тому що вам не потрібно бути одержимим етнічними проблемами зараз?" Він відповів: "Це не реальність, яка змушує всіх думати про націю так відчайдушно, як це було тоді (японський колоніальний період), але це не означає, що вона не повинна бути етнічною зараз". Коріння його літератури відповідають як "дерево, яке називається шаманізмом, заплутаним у природі, нації та богах".